# Rosa 'Girona'
'Girona' (el nombre de la obtención registrada 'Girona'), es un cultivar de rosa que fue conseguido en España en 1936 por el rosalista catalán P. Dot.

## Descripción
'Girona' es una rosa moderna cultivar del grupo Híbrido de té Pernetiana (en honor de Pernet-Ducher).
El cultivar procede del cruce de 'Li Burés' x 'Talisman'.
Las formas arbustivas del cultivar tienen porte erguido y alcanza a 90 cm de alto. Las hojas son de color verde oscuro y brillante.
Sus delicadas flores de color rojo y amarillo. Con la fragancia de la rosa de Damasco. Flor de tamaño medio con 30 pétalos. 
Primavera o verano son las épocas de máxima floración, si se le hacen podas más tarde tiene después floraciones dispersas.

## Origen
El cultivar fue desarrollado en España por el prolífico rosalista catalán P. Dot en 1936. 'Girona' es una rosa híbrida diploide con ascendentes parentales de 'Li Burés' x 'Talisman'.
La obtención fue registrada bajo el nombre cultivar de 'Girona' por P. Dot en 1936 y se le dio el nombre comercial de 'Girona'.

## Rosa 'Girona' como parental
La rosa 'Girona' se ha revelado como buen parental para desportes y obtenciones de nuevas variedades cultivares de rosas.
Así el rosalista Lindquist ha conseguido la rosa 'Tiffany' en 1954, mediante el cruce de 'Charlotte Armstrong' x 'Girona'.

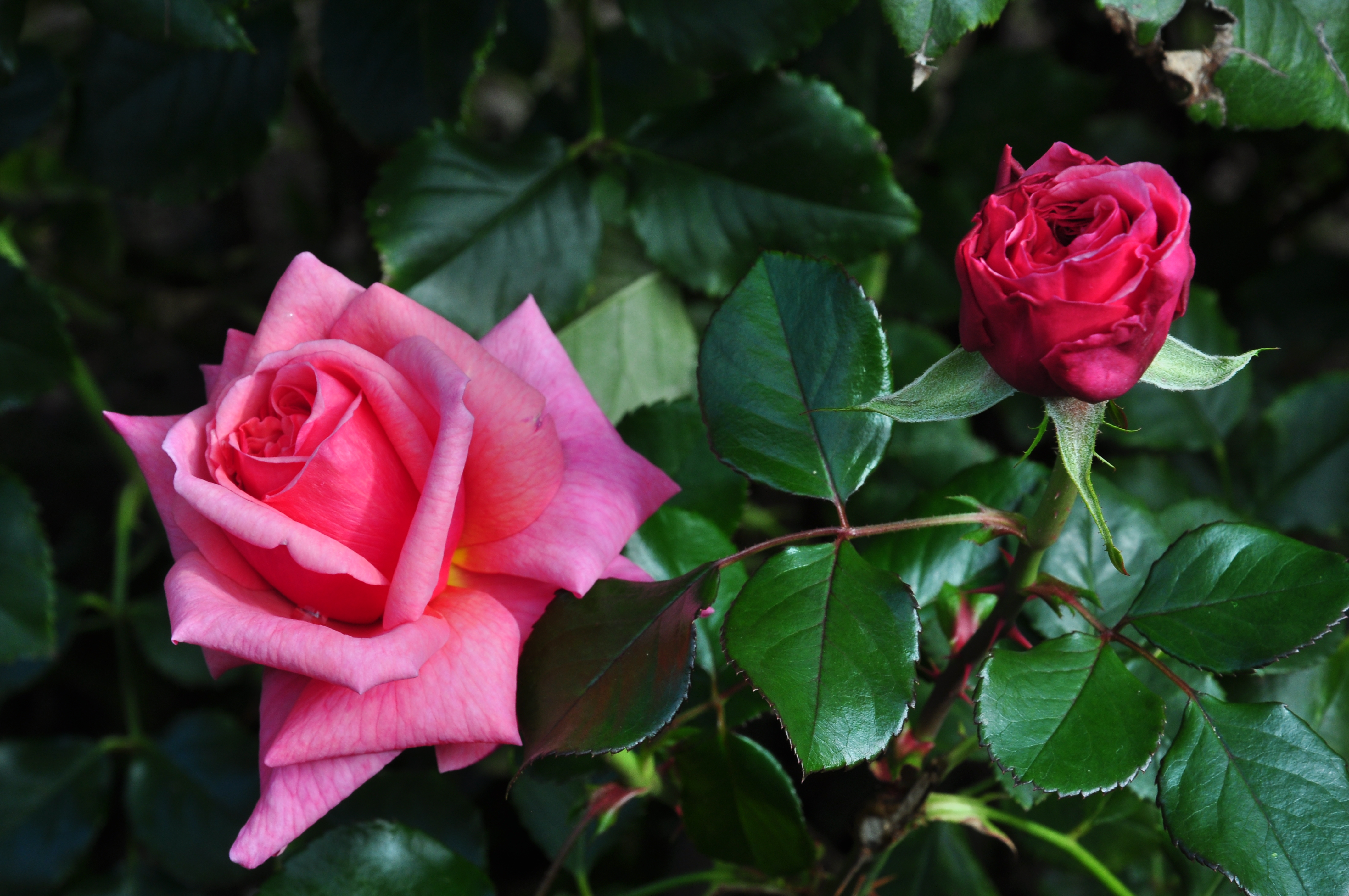
Rosa rosa 'Tiffany' (Lindquist, 1954). Duftrosengarten en Rapperswil (Suiza)

## Cultivo
Aunque las plantas están generalmente libres de enfermedades, es posible que sufran de punto negro en climas más húmedos o en situaciones donde la circulación de aire es limitada.
Las plantas toleran la sombra, a pesar de que se desarrollan mejor a pleno sol. En América del Norte son capaces de ser cultivadas en USDA Hardiness Zones 7b y más cálida.
Fue introducida en Estados Unidos por "Conard-Pyle" (Star Roses) en 1939 con el nombre de obtención de 'Girona'.
Puede ser utilizado para las flores cortadas o jardín. Vigorosa. En la poda de Primavera es conveniente retirar las cañas viejas y madera muerta o enferma y recortar cañas que se cruzan. En climas más cálidos, recortar las cañas que quedan en alrededor de un tercio. En las zonas más frías, probablemente hay que podar un poco más que eso. Requiere protección contra la congelación de yemas de brotes de las heladas invernales.

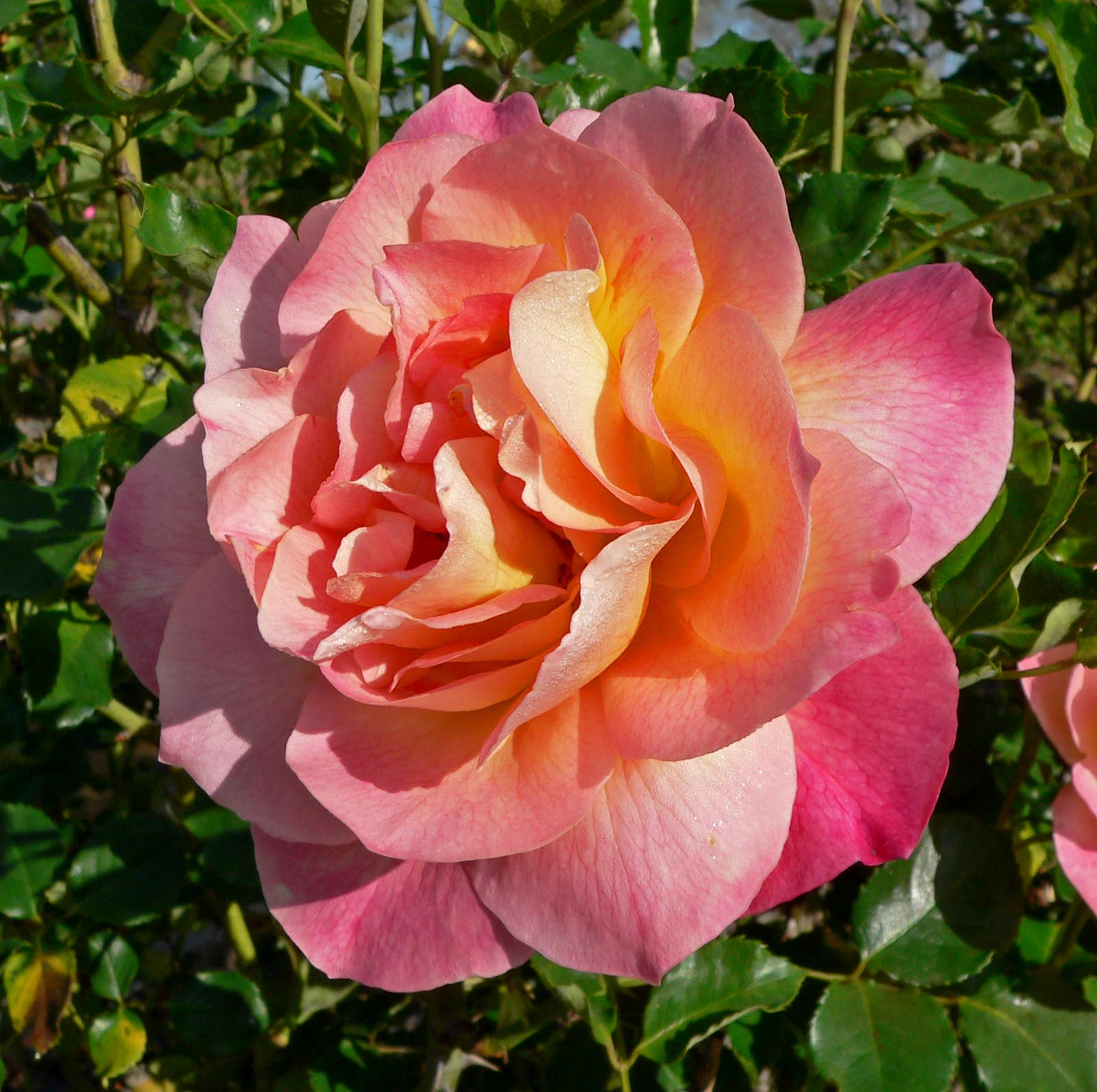
Rosa 'Girona' (P. Dot, 1936).
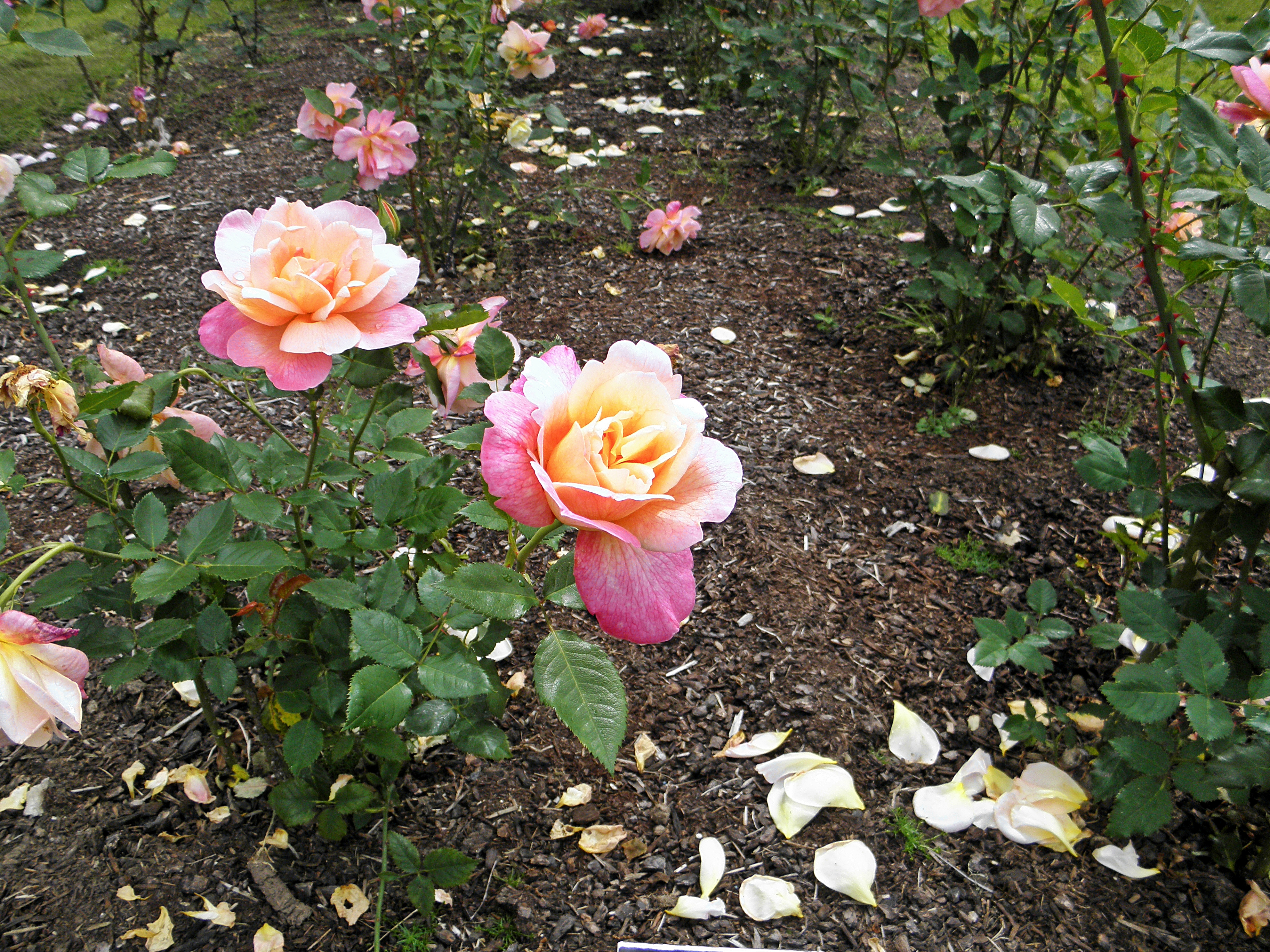
Rosa 'Girona' (P. Dot, 1936), en St Kilda, Victoria Australia.
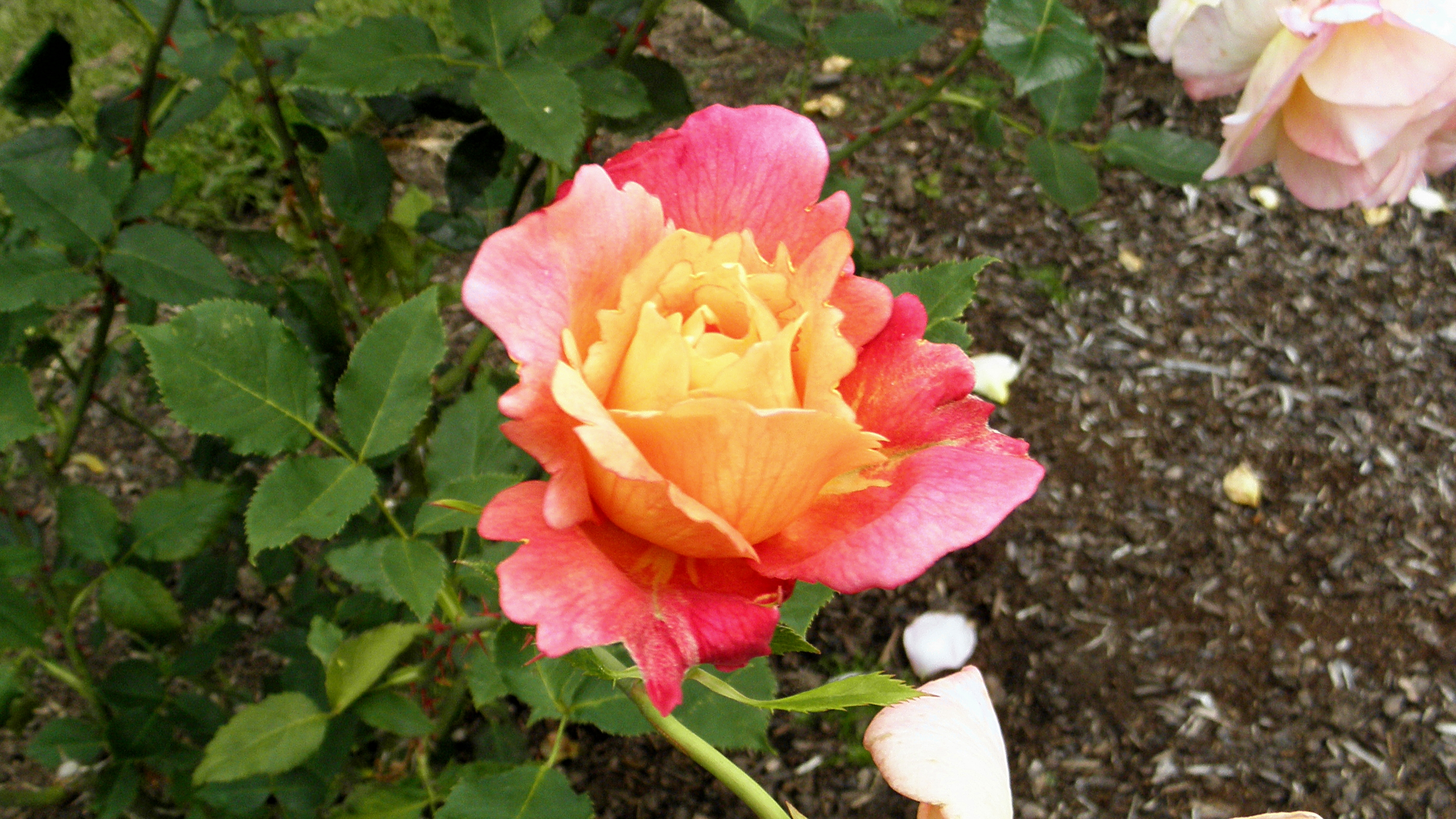
Rosa 'Girona' (Pedro Dot, 1936), en Bush's Pasture Park Rose Garden, Oregón.
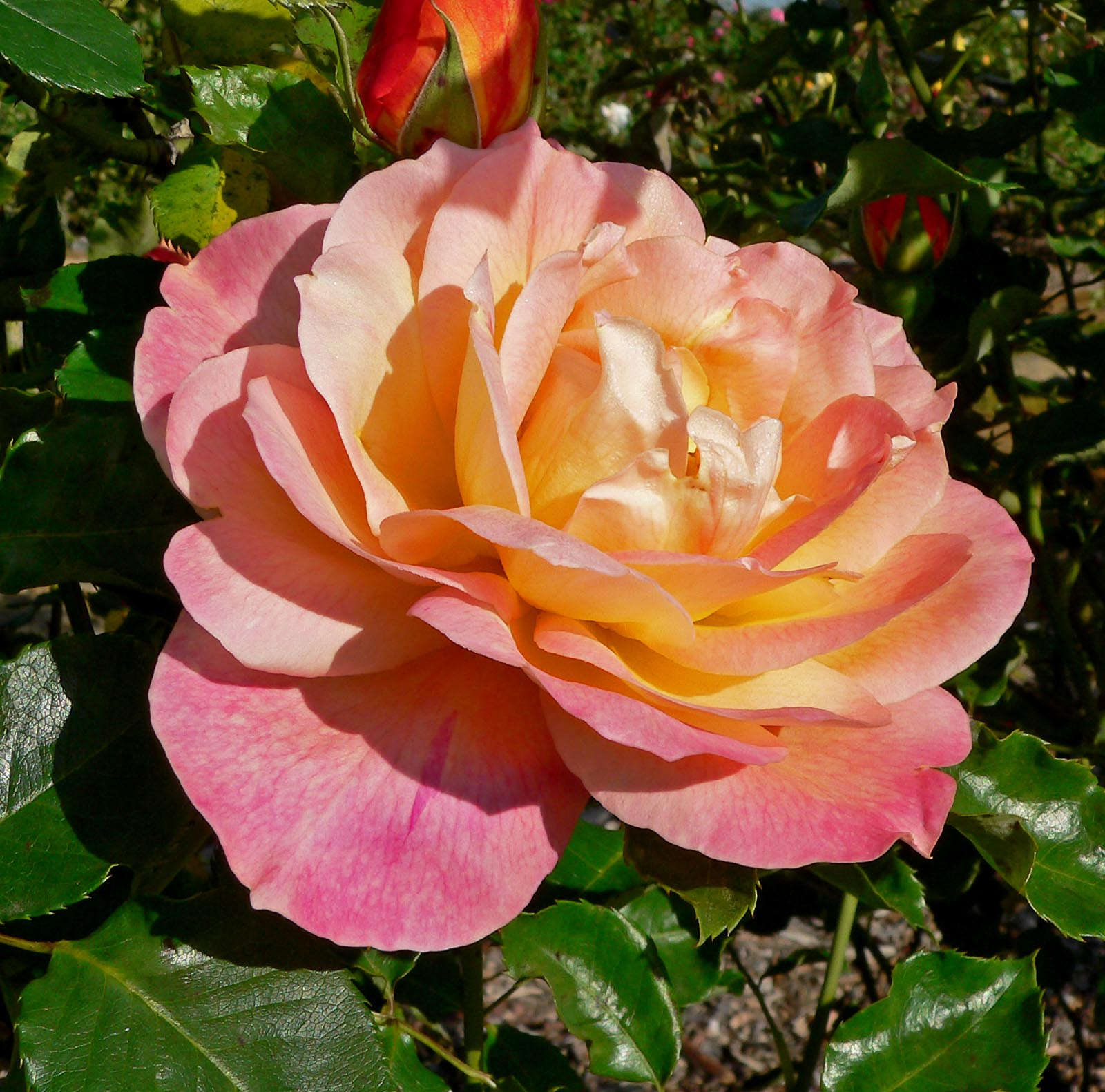
Rosa 'Girona' (Pedro Dot, 1936). En el  San Jose Heritage Rose Garden, California.